# Cuthbert Ottaway
Cuthbert Ottaway (ur. 19 lipca 1850 w Dover, zm. 2 kwietnia 1878 w Londynie) - jeden z najbardziej utalentowanych piłkarzy lat 70. XIX wieku. 

## Życiorys
Był pierwszym kapitanem piłkarskiej reprezentacji Anglii. Wystąpił w pierwszym międzynarodowym meczu piłkarskim przeciwko reprezentacji Szkocji (1872). Ottaway był również krykiecistą. Zmarł w wieku 27 lat.